# Pfarrkirche Stützenhofen

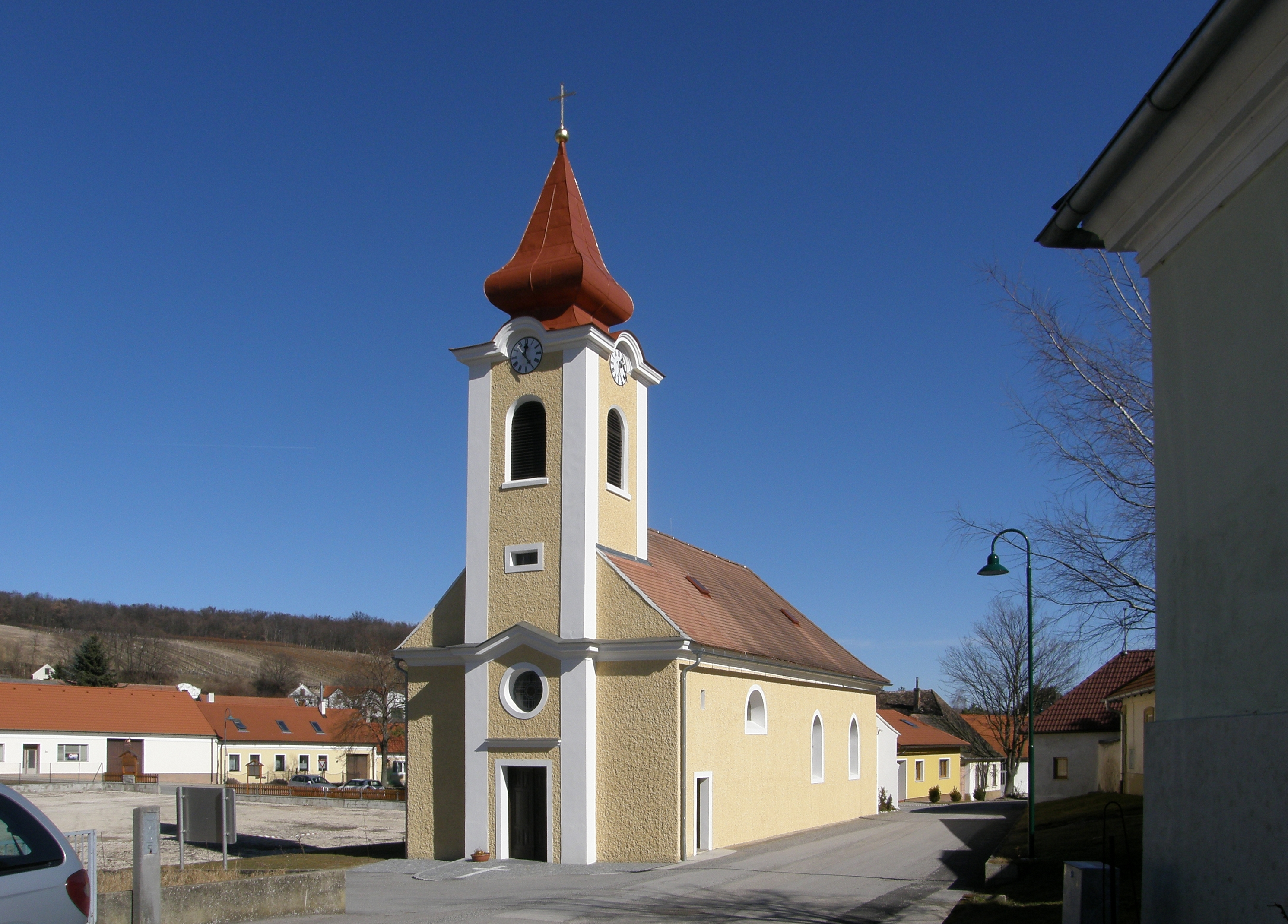
Katholische Pfarrkirche Allerheiligen in Stützenhofen

Die römisch-katholische Pfarrkirche Stützenhofen steht auf dem Anger am Südwestrand der Ortschaft Stützenhofen in der Gemeinde Drasenhofen im Bezirk Mistelbach in Niederösterreich. Die dem Patrozinium Allerheiligen unterstellte Pfarrkirche gehört zum Dekanat Poysdorf der Erzdiözese Wien. Die Kirche steht unter Denkmalschutz (Listeneintrag).

## Geschichte
Vor 1400 bestand ein Vikariat von Falkenstein. 1784 bestand eine Lokalkaplanei. Urkundlich wurde 1878 die Pfarre gegründet.
Der gotische Kirchenbau aus dem 14. Jahrhundert wurde 1667 barockisiert und im dritten Viertel des 18. Jahrhunderts um ein westliches Joch erweitert. Die Westfassade mit dem Turm entstand im 19. Jahrhundert.

## Architektur
Der schlichte Saalbau mit einer Turmfassade hat einen eingezogenen Chor mit einem Dreiachtelschluss mit Strebepfeilern. Das Langhaus und der Chor haben spitzbogige Fenster aus dem 17. Jahrhundert, am Emporenjoch Lunettenfenster aus dem 18. Jahrhundert. Der leicht vorgezogene Westturm hat eine Lisenengliederung, rundbogige Schallfenster und einen Zwiebelhelm. Nördlich am Chor steht der Sakristeianbau.
Das Kircheninnere zeigt ein dreijochiges Langhaus, die zwei östlichen Joche mit Kreuzgratgewölben auf Wandpfeilern sind aus dem 17. Jahrhundert, das westliche Emporenjoch mit einem Platzlgewölbe entstand im 18. Jahrhundert. Die Orgelempore steht auf einer Flachdecke. Der eingezogene Triumphbogen ist segmentbogig. Der einjochige Chor ist mit einer Stichkappentonne gewölbt, in der Südwand gibt es eine gotische Sakramentsnische mit Dreipassmaßwerk und einer gekehlten Rahmung. Das nördliche Sakristeiportal hat eine Rundstabrahmung. 

## Einrichtung
Die Einrichtung entstand im 19. Jahrhundert. Das Altarbild Mariä Krönung entstand im vierten Viertel des 19. Jahrhunderts. 

## Grabdenkmäler
- Außen gibt es zwei Wappengrabsteine zu den Fünfkirchnern mit 1590 und 1650.
- Innen an der Chornordwand gibt es einen Wappengrabstein 1458.

## Grabkapelle
Die Grabkapelle der Grafen Fünfkirchen steht im Friedhof am Südwestrand des Ortes Stützenhofen. Der neugotische Bau auf einem hohen Sockelgeschoß entstand 1870. Der Zugang erfolgt nördlich über eine Freitreppe. Das spitzbogige Portal zeigt das Wappen der Fünfkirchner. Im Untergeschoß befindet sich der tonnengewölbte Gruftraum.